# قهرمانی کشتی جهان ۲۰۰۸
قهرمانی کشتی جهان ۲۰۰۸ پنجاه و نهمین دوره از رقابت‌های قهرمانی جهان می‌باشد که از ۱۱ تا ۱۳ اکتبر ۲۰۰۸ در توکیو، ژاپن برگزار گردید.
به دلیل برگزاری رقابت‌های المپیک پکن در همان سال، فدراسیون بین‌المللی کشتی تصمیم گرفت این دوره از مسابقات جهانی را فقط در بخش کشتی آزاد زنان در ۷ وزن برگزار کند.

## مکان میزبان
ورزشگاه ملی یویوگی میزبان رقابت‌های قهرمانی جهان ۲۰۰۸ بود.
| ژاپن، توکیو               |
| ورزشگاه ملی یویوگی توکیو  |
| گنجایش: ۱۶٬۴۹۳            |
| Yoyogi National Gymnasium |

## جدول مدال‌ها
| ۱               | ژاپن                | ۴ | ۱ | ۲  | ۷  |
| ۲               | کانادا              | ۱ | ۰ | ۲  | ۳  |
| ۳               | ایالات متحده آمریکا | ۱ | ۰ | ۱  | ۲  |
| ۴               | بلغارستان           | ۱ | ۰ | ۰  | ۱  |
| ۵               | روسیه               | ۰ | ۲ | ۰  | ۲  |
| ۶               | چین                 | ۰ | ۱ | ۲  | ۳  |
| ۶               | اوکراین             | ۰ | ۱ | ۲  | ۳  |
| ۸               | بلاروس              | ۰ | ۱ | ۰  | ۱  |
| ۸               | قزاقستان            | ۰ | ۱ | ۰  | ۱  |
| ۱۰              | فرانسه              | ۰ | ۰ | ۲  | ۲  |
| ۱۱              | جمهوری آذربایجان    | ۰ | ۰ | ۱  | ۱  |
| ۱۱              | مغولستان            | ۰ | ۰ | ۱  | ۱  |
| ۱۱              | لهستان              | ۰ | ۰ | ۱  | ۱  |
| مجموع (۱۳ کشور) | مجموع (۱۳ کشور)     | ۷ | ۷ | ۱۴ | ۲۸ |

## رده‌بندی تیمی
| رتبه | کشتی آزاد زنان      | کشتی آزاد زنان |
| رتبه | تیم                 | امتیاز         |
| ---- | ------------------- | -------------- |
| ۱    | ژاپن                | ۶۵             |
| ۲    | کانادا              | ۴۲             |
| ۳    | روسیه               | ۴۰             |
| ۴    | ایالات متحده آمریکا | ۳۱             |
| ۵    | اوکراین             | ۳۱             |
| ۶    | چین                 | ۲۹             |
| ۷    | مغولستان            | ۲۳             |
| ۸    | بلاروس              | ۱۸             |
| ۹    | فرانسه              | ۱۷             |
| ۱۰   | جمهوری آذربایجان    | ۱۴             |

## جزئیات مدال‌ها

### آزاد زنان
| رویداد | طلا                               | نقره                       | برنز                                 |
| ۴۸ ک‌گ  | کلاریسا چون · ایالات متحده آمریکا | ژودیز اشیمووا · قزاقستان   | Makiko Sakamoto · ژاپن               |
| ۴۸ ک‌گ  | کلاریسا چون · ایالات متحده آمریکا | ژودیز اشیمووا · قزاقستان   | Su Guibei · چین                      |
| ۵۱ ک‌گ  | هیتومی اوبارا · ژاپن              | Maryna Markevich · بلاروس  | Vanessa Boubryemm · فرانسه           |
| ۵۱ ک‌گ  | هیتومی اوبارا · ژاپن              | Maryna Markevich · بلاروس  | Yuliya Blahinya · اوکراین            |
| ۵۵ ک‌گ  | سائوری یوشیدا · ژاپن              | Tetyana Lazareva · اوکراین | Tatiana Suarez · ایالات متحده آمریکا |
| ۵۵ ک‌گ  | سائوری یوشیدا · ژاپن              | Tetyana Lazareva · اوکراین | Brittanee Laverdure · کانادا         |
| ۵۹ ک‌گ  | Ayako Shoda · ژاپن                | Natalia Golts · روسیه      | Elvira Mursalova · آذربایجان         |
| ۵۹ ک‌گ  | Ayako Shoda · ژاپن                | Natalia Golts · روسیه      | Agata Pietrzyk · لهستان              |
| ۶۳ ک‌گ  | Mio Nishimaki · ژاپن              | لوبوف وولوسووا · روسیه     | Meng Lili · چین                      |
| ۶۳ ک‌گ  | Mio Nishimaki · ژاپن              | لوبوف وولوسووا · روسیه     | Audrey Prieto · فرانسه               |
| ۶۷ ک‌گ  | Martine Dugrenier · کانادا        | Mami Shinkai · ژاپن        | Kateryna Burmistrova · اوکراین       |
| ۶۷ ک‌گ  | Martine Dugrenier · کانادا        | Mami Shinkai · ژاپن        | اوچیرباتین ناسانبورما · مغولستان     |
| ۷۲ ک‌گ  | استانکا زلاتوا · بلغارستان        | Hong Yan · چین             | کیوکو هاماگوچی · ژاپن                |
| ۷۲ ک‌گ  | استانکا زلاتوا · بلغارستان        | Hong Yan · چین             | Ohenewa Akuffo · کانادا              |

## کشورهای شرکت‌کننده
۱۳۹ رقابت‌کننده از ۴۱ کشور شرکت کردند.
| - استرالیا (۱) - اتریش (۴) - جمهوری آذربایجان (۳) - بلاروس (۷) - برزیل (۱) - بلغارستان (۲) - کامرون (۱) - کانادا (۷) - چین (۶) - تایوان (۵) - جمهوری دموکراتیک کنگو (۱) - جمهوری چک (۱) - فرانسه (۳) - بریتانیای کبیر (۱) | - یونان (۴) - گینه بیسائو (۱) - مجارستان (۱) - هند (۷) - ایتالیا (۴) - ژاپن (۷) - قزاقستان (۴) - قرقیزستان (۳) - ماداگاسکار (۱) - مکزیک (۱) - مولدووا (۲) - مغولستان (۷) - فیلیپین (۲) - لهستان (6) | - پورتوریکو (۱) - رومانی (۳) - روسیه (۷) - سنگال (۱) - اسلواکی (۱) - کرهٔ جنوبی (۲) - سوئیس (۱) - ترکیه (۵) - اوکراین (۷) - ایالات متحده آمریکا (۷) - ازبکستان (۴) - ونزوئلا (۴) - ویتنام (۳) |